# BIG GAME'78 HIDEKI
『BIG GAME '78 HIDEKI』（ビッグ・ゲーム'78 ヒデキ）は、1978年9月25日に発売された西城秀樹のライブ・アルバム。

## 内容
西城秀樹のコンサートの模様を収録した2枚組LP。1978年7月9日、セレモニー・イン合歓（合歓の郷）、7月22日、ハロー・パーティ後楽園（東京後楽園スタジアム）、8月16日　ビッグ・ゲーム名古屋（愛知勤労会館）、8月26日　バイ・バイ・パーティ大阪球場（大阪球場）より収録。

## 収録曲

### Record-1

#### SIDE A
1. オーバー・チュア
2. フール・フォー・ザ・シティ
  - 1975年 フォガットが発表した楽曲のカバー
3. スロー・ライド
  - 1975年 フォガットが発表した楽曲のカバー
4. ドント・レット・ミー・ダウン
5. 朝日のあたる家

漣健児訳詞
1. コパカバーナ

天下井隆二訳詞
1. 哀しい愛の別離 (Some Other Time)

一の宮はじめ訳詞

#### SIDE B
1. ラブ・ミー・テンダー
2. ラストシーン
3. ナタリー

U.Balsamo、一の宮はじめ訳詞
1. ヘイ・ジュテーム(Mon Cinema)

S.Adamo,安井かずみ訳詞
1. You Should Be Dancing
  - 1976年 ビージーズ が発表した楽曲のカバー
2. ブギー・シューズ

H.W.Casey,R.Finch
1. ステイン・アライヴ

### Record-2

#### SIDE A
1. ブルースカイ ブルー
2. 炎
3. 激しい恋
4. 青春に賭けよう
5. 君よ抱かれて熱くなれ
6. 傷だらけのローラ
7. アイ・シャル・ビー・リリースト

天下井隆二訳詞

#### SIDE B
1. セクシー・キャッツ

矢沢永吉作詞作曲
1. 恋の列車はリバプール発

矢沢永吉作詞作曲
1. セイリング〜エンディング（Sailing）

G.Sutherland、天下井隆二訳詞

## 復刻盤
- 1999年12月16日発売のCD『HIDEKI SUPER LIVE BOX』（6枚組）の中の3枚目（一部の楽曲が収録）
- 2022年6月24日発売、GOH HOTODAによるデジタルリマスタリング盤、Blu-spec CD2、紙ジャケット仕様